# Lammert van der Tonge

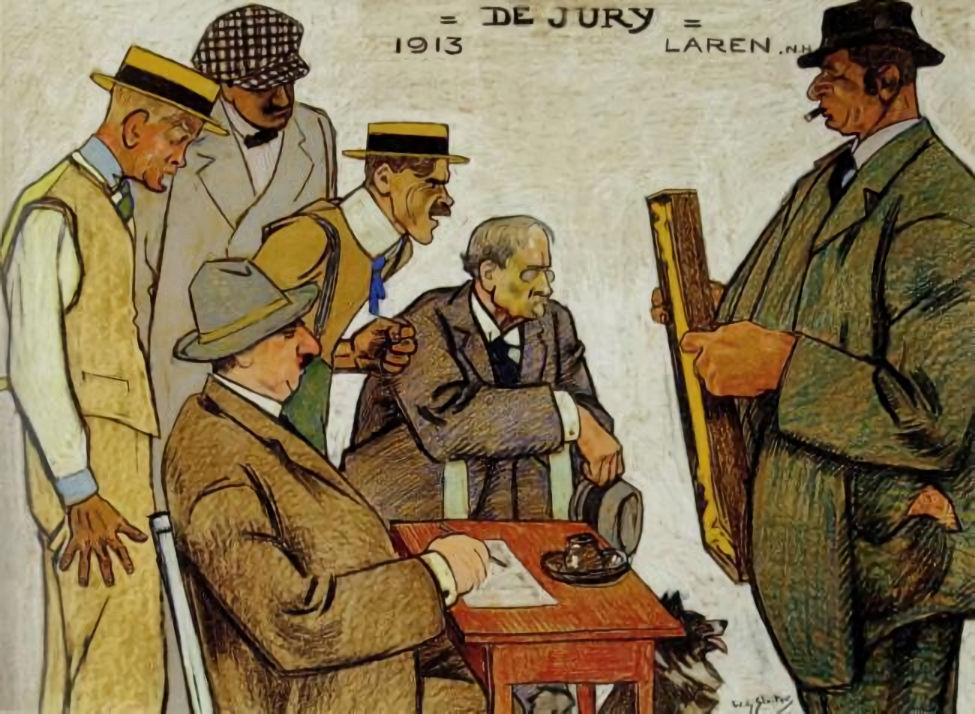
De jury van de in 1913 bij hotel Hamdorff gehouden kunsttentoonstelling van Gooise schilders, vastgelegd door Willy Sluiter. Van links naar rechts, staand: Ferdinand Hart Nibbrig, Sluiter, Hendrik Jan Wolter en Jan Hamdorff, zittend: Lammert van der Tonge en Hein Kever.

Lammert van der Tonge (Amsterdam, 24 februari 1871 – Laren, 11 december 1937) was een Nederlands kunstschilder, die wordt gerekend tot de Larense School. Hij signeerde zijn werk als L.v.d.Tonge.

## Leven en werk
Lammert van der Tonge was een zoon van de joodse diamantsnijder Levie Lammert van der Tonge (1823-1894) en Elsje Soesman Rudelsheim. Hij was al vroeg aan het tekenen, maar trad naar vaders wens in diens voetsporen als diamantsnijder. Hij volgde daarnaast tekenlessen bij Eduard Frankfort en Maurits Niekerk, die hem stimuleerden om naar de academie te gaan. Een paar maanden na het overlijden van zijn vader haalde hij het toelatingsexamen aan de Rijksakademie van beeldende kunsten, waar hij in de periode 1894-1898 les kreeg van onder anderen August Allebé, Carel Dake, Ferdinand Leenhoff en Nicolaas van der Waay. In 1902 kreeg Van der Tonge de Koninklijke Subsidie voor Vrije Schilderkunst toegekend. Na verblijven in onder meer Drenthe en Gelderland, vestigde hij zich in het Gooi. In 1905 trouwde hij met zijn achternicht Clarence Koster (1878-1943), die als onderwijzeres en vertaalster werkte. Zij woonden in de kunstenaarskolonie in Laren.
Van der Tonge schilderde in olieverf onder meer (boeren)interieurs, figuurstudies en portretten, op latere leeftijd meer bloemstukken. Hij was lid van de Kunstenaarsvereniging Sint Lucas en Arti et Amicitiae. Hij nam vanaf 1899 deel aan exposities in binnen- en buitenland, waaronder diverse tentoonstellingen van Levende Meesters en Sint-Lucas en de wereldtentoonstelling van 1913 in Gent. Hij behaalde een eervolle vermelding in Santiago (1910) en een zilveren medaille op de Panama-Pacific International Exposition in San Francisco (1915). In 1915 had hij een solotentoonstelling in het Dordrechts Museum. Ter gelegenheid van het zilveren regeringsjubileum van koningin Wilhelmina in 1923 werd haar, namens het Nederlandse volk, een album aangeboden met meer dan 200 afbeeldingen van Nederland door Nederlandse kunstenaars. Van der Tonge kreeg van het organiserend comité de opdracht hiervoor een voorstelling te maken van de kerkgang in Staphorst.
In Laren was Van der Tonge actief in de kunstenaarsgemeenschap. Met Emanuël van Beever, André Broedelet, Henk de Court Onderwater, Franz Deutmann en August Le Gras behoorde Van der Tonge in 1903 tot de eerste generatie van de Club De Tien, een Larense schildersclub. In 1913 stond hij met onder anderen Ferdinand Hart Nibbrig en Willy Sluiter aan de wieg van de jaarlijkse tentoonstellingen bij hotel/kunstzaal Hamdorff.
Van der Tonge overleed op 66-jarige leeftijd en werd begraven in op de Joodse begraafplaats in Muiderberg. In Laren werd de Van der Tongelaan naar hem vernoemd.

## Enkele werken

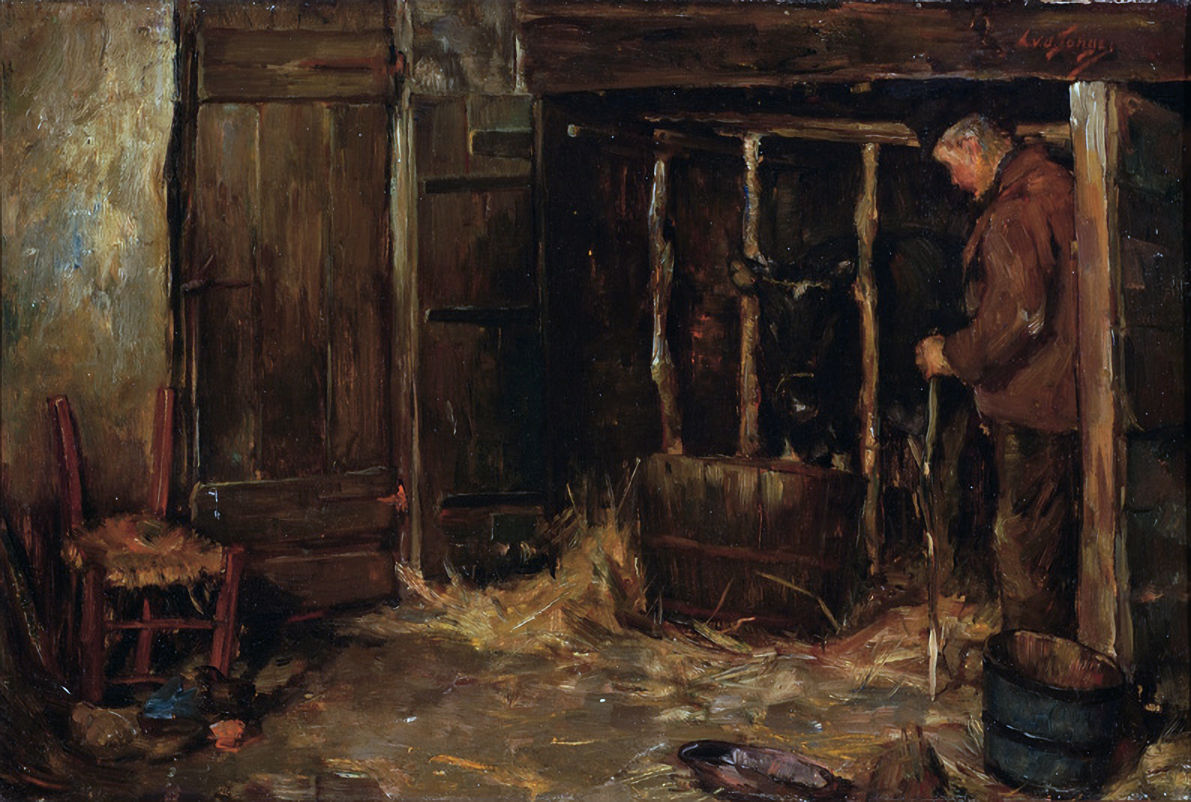
Stalinterieur
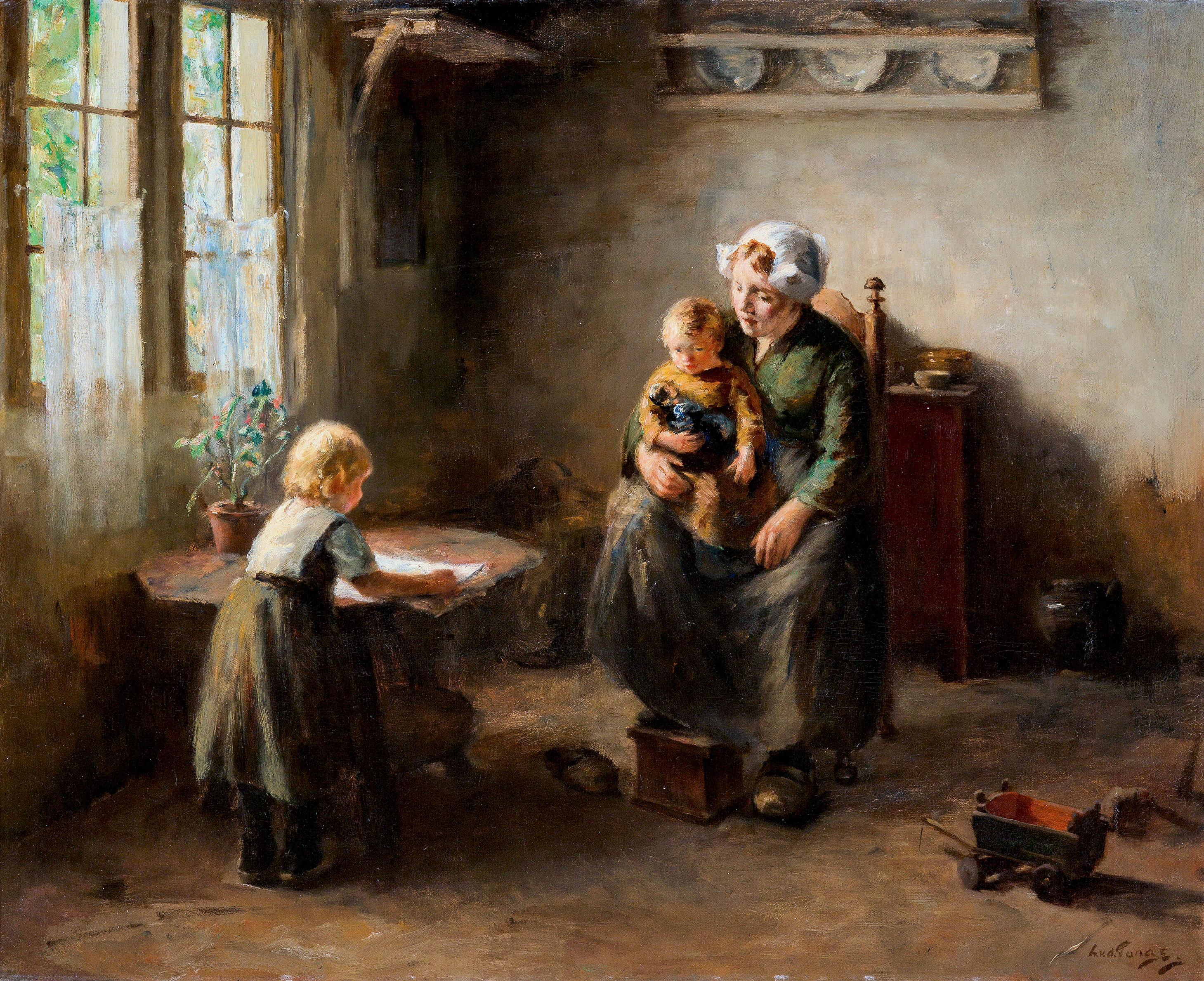
Interieur met moeder en twee kinderen
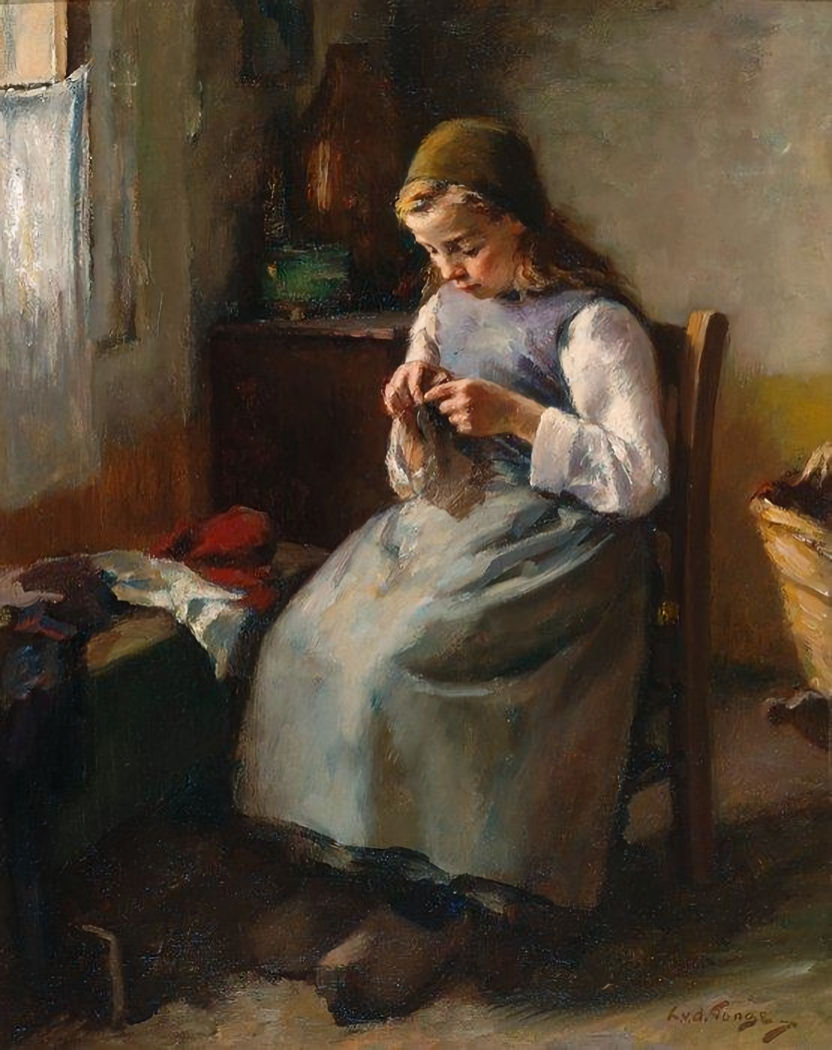
Breiend meisje

- Biografisch Portaal: 69559691
- RKD-Nederlands Instituut voor Kunstgeschiedenis: 90763
- Union List of Artist Names: 500004074
- Virtual International Authority File: 95705415